# C'est dur d'être un homme : Le Cœur sur la main
Série C'est dur d'être un homme
C'est dur d'être un homme : Amour interdit
(1984) C'est dur d'être un homme : L'Institutrice
(1985)
Pour plus de détails, voir Fiche technique et Distribution.
C'est dur d'être un homme : Le Cœur sur la main (男はつらいよ 寅次郎恋愛塾, Otoko wa tsurai yo: Torajirō ren'aijuku) est un film japonais réalisé par Yōji Yamada et sorti en 1985. C'est le 35e film de la série C'est dur d'être un homme.

## Fiche technique
- Titre : C'est dur d'être un homme : Le Cœur sur la main[1]
- Titre original : 男はつらいよ 寅次郎恋愛塾 (Otoko wa tsurai yo: Torajirō ren'aijuku?)
- Réalisation : Yōji Yamada
- Scénario : Yōji Yamada et Yoshitaka Asama
- Photographie : Tetsuo Takaha (ja)
- Montage : Iwao Ishii (ja)
- Musique : Naozumi Yamamoto
- Décors : Mitsuo Degawa
- Producteur : Kiyoshi Shimazu et Shigehiro Nakagawa
- Société de production : Shōchiku
- Pays de production :  Japon
- Langue originale : japonais
- Format : couleur — 2,35:1 — 35 mm — son mono
- Genres : comédie dramatique ; romance
- Durée : 108 minutes[2] (métrage : huit bobines - 2 957 m[2])
- Dates de sortie :
  - Japon : 3 août 1985[2]

## Distribution
- Kiyoshi Atsumi : Torajirō Kuruma / Tora-san
- Chieko Baishō : Sakura Suwa, sa demi-sœur
- Masami Shimojō (ja) : Ryūzō Kuruma, son oncle
- Chieko Misaki (ja) : Tsune Kuruma, sa tante
- Gin Maeda (en) : Hiroshi Suwa, le mari de Sakura
- Hidetaka Yoshioka : Mitsuo Suwa, le fils de Sakura et de Hiroshi
- Kanako Higuchi : Wakana Egami
- Sakae Umezu (ja) : le prêtre itinérant
- Keiroku Seki (ja) : Ponshū
- Kotoe Hatsui (ja) : Hama Egami, la grand-mère de Wakana
- Niwa Katsuumi (ja) : le prêtre chrétien
- Setsuko Tanaka (ja) : la servante du ryokan
- Tokuko Sugiyama (ja) : la propriétaire de la résidence Fujimi
- Mitsuru Hirata : Tamio Sakata
- Tatsuo Matsumura : le professeur Ushiyama
- Hisao Dazai (ja) : Umetarō Katsura, le voisin imprimeur
- Jun Miho : Akemi, la fille d'Umetarō Katsura
- Gajirō Satō (ja) : Genko
- Chishū Ryū : Gozen-sama, le grand prêtre

## Distinctions
- 1986 : Naozumi Yamamoto est nommé pour le prix de la meilleure musique de film aux Japan Academy Prize (conjointement pour C'est dur d'être un homme : Amour interdit et La Harpe de Birmanie)[3]